# Olivier Darrigol
Olivier Darrigol é um historiador da ciência Francês.
Darrigol estudou de 1975 a 1979 na Escola Normal Superior de Paris (Agrégation em física 1978), obtendo um doutorado em 1982 na Universidade de Paris com uma tese sobre história da teoria dos campos quânticos (These du troisieme cycle). Em 1992 obteve a habilitação na Universidade Paris VII. Darrigol é diretor de pesquisas do Centre national de la recherche scientifique (CNRS) e professor na Universidade Paris VII. Foi diversas vezes professor convidado na Universidade da Califórnia em Berkeley.
Escreveu livros sobre a história da eletrodinâmica, mecânica quântica e hidrodinâmica.
Em 2000 recebeu o Prêmio Pictet da Société de Physique et d’Histoire Naturelle de Genève e em 2004 recebeu o Prix Grammaticakis-Neumann da Académie des sciences.

## Obras
- Worlds of Flow. A history of hydrodynamics from Bernoulli to Prandtl, Oxford University Press 2005, ISBN 0-19-856843-6
- Electrodynamics from Ampère to Einstein, Oxford University Press 2003
- Les équations de Maxwell, de MacCullagh à Lorentz, Paris: Belin, 2005
- Editor com Thibault Damour, Duplantier, Rivasseau:  Poincaré-Seminar 2005: Einstein 1905-2005, Birkhäuser 2005 (com o artigo de Darrigol: The genesis of the theory of relativity)
- The mystery of the Einstein-Poincaré connection, Isis, Volume 95, 2004, p. 614-626
- From c-numbers to q-numbers: the classical analogy in the history of quantum theory, University of California Press, 1992
- Strangeness and soundness in Louis de Broglie´s early work, Physics, Volume 30, 1993, p. 303
- Editor com Michel Bitbol: Erwin Schrödinger - Philosophy and the birth of quantum mechanics, Edition Frontieres 1992 (com o artigo de Darrigol: Schrödingers statistical physics and some related themes)